# Jodis steroparia
Jodis steroparia là một loài bướm đêm trong họ Geometridae.